# Buena Vista (Iribarren)
Pour les articles homonymes, voir Buena Vista.
Buena Vista est l'une des dix paroisses civiles de la municipalité d'Iribarren dans l'État de Lara au Venezuela. Sa capitale est Buena Vista.

## Géographie

### Démographie
Hormis sa capitale Buena Vista, la paroisse civile comporte un grand nombre de localités, dont :
- Bombón (partagé avec Juárez)
- Bucaralito
- Buena Vista
- Buenos Aires
- El Castaño
  - El Castaño Abajo
  - El Castaño Arriba
- El Cortijo
- En Encanto
  - En Encanto del Este
  - En Encanto del Oeste
- El Placer
- El Potrerito
  - El Potrerito Norte
  - El Potrerito Sur
- Guabana
  - Guabano Abajo
  - Guabana Arriba
- Guaiquiba
- La Feroceña
- La Loyera
- La Parchita
  - La Parchita Norte
  - La Parchita Sur
- Las Ánimas
- Libertad
- Palenque
- Palo Solo
- Pica Alta
- San Antonio
- San Joaquín
- Toronjal
  - Toronjal Este
  - Toronjal Oeste